# Оратовская поселковая община
Оратовская поселковая община (укр. Оратівська селищна громада) — образованная территориальная община в Винницком районе Винницкой области Украины.
Административный центр — посёлок городского типа Оратов.

## Населённые пункты
В составе общины 1 пгт (Оратов) и 51 село:
| Анновка          | Анновка          | Зарудье        | Зарудье        | Оратовка    | Оратовка    | Ступки     | Ступки     |
| Балабановка      | Балабановка      | Каленовка      | Каленовка      | Осичная     | Осичная     | Тарасовка  | Тарасовка  |
| Бартошевка       | Бартошевка       | Каменногорка   | Каменногорка   | Подвысокое  | Подвысокое  | Тарасовка  | Тарасовка  |
| Берёзовка        | Берёзовка        | Кожанка        | Кожанка        | Прибрежное  | Прибрежное  | Угарово    | Угарово    |
| Богдановка       | Богдановка       | Кошланы        | Кошланы        | Рожичная    | Рожичная    | Фронтовка  | Фронтовка  |
| Бугаевка         | Бугаевка         | Линетчина      | Линетчина      | Сабаровка   | Сабаровка   | Чагов      | Чагов      |
| Великая Ростовка | Великая Ростовка | Лопатинка      | Лопатинка      | Синарна     | Синарна     | Чаговское  | Чаговское  |
| Вербовка         | Вербовка         | Малая Ростовка | Малая Ростовка | Скала       | Скала       | Челновица  | Челновица  |
| Гоноратка        | Гоноратка        | Медовка        | Медовка        | Скибин      | Скибин      | Чернявка   | Чернявка   |
| Дибровинцы       | Дибровинцы       | Мервин         | Мервин         | Скоморошки  | Скоморошки  | Юшковцы    | Юшковцы    |
| Дивочина         | Дивочина         | Новоживотов    | Новоживотов    | Сологубовка | Сологубовка | Яблоновица | Яблоновица |
| Животовка        | Животовка        | Озёрное        | Озёрное        | Степовое    | Степовое    | Акимовка   | Акимовка   |
| Закриничье       | Закриничье       | Оратов         | Оратов         | Стрижаков   | Стрижаков   |            |            |